# Myouan Eisai
Myōan Eisai (kanji: 明菴榮西, Hán Việt: Minh Am Vinh Tây; 1141-1215), còn được viết gọn là Eisai hoặc Yōsai là một vị Thiền sư Nhật Bản, thuộc tông Lâm Tế, dòng Hoàng Long. Sư được xem là vị Tổ khai sáng Thiền tông tại Nhật Bản, được tôn xưng là Eisai/Yōsai Zenji (栄西禅師, Thiền sư Eisai).

## Đạo nghiệp
Sư đến Trung Quốc hai lần và, lần thứ hai, Sư được Thiền sư Hư Am Hoài Sưởng (zh. 虛庵懷敞) ở chùa Vạn Niên trên núi Thiên Thai ấn chứng. Sư cũng là thầy đầu tiên của Đạo Nguyên Hi Huyền, người khai sáng dòng Thiền Tào Động tại Nhật.
Việc khai sáng Thiền tông tại Nhật được xem là thành tựu của Vinh Tây nhưng sự kiện này phải được đính chính lại một ít bởi vì sự thành lập Thiền tông tại Nhật - nếu nhìn một cách tổng quát - là một quá trình lâu dài, qua nhiều cấp bậc. Sư là người, có thể nói, thực hiện những bước quan trọng đầu tiên để Thiền tông được hưng thịnh tại đây.
Sư sinh ra trong một gia đình mộ đạo tại Bitchū (bây giờ là Okayama), học hỏi Phật pháp từ nhỏ. Năm 14 tuổi, Sư xuất gia trên núi Tỉ Duệ (zh. 比叡, ja. hiei) tại Kinh Đô (ja. kyōto), trung tâm của Thiên Thai tông tại Nhật Bản. Sư chú tâm học hỏi tất cả những lý thuyết căn bản của Thiên Thai tông và cả Mật giáo của tông này (Thai mật 台密, ja. taimitsu) trong thời gian ở tại đây.
Sau đó, Sư quyết định sang Trung Quốc để học hỏi thêm. Lần sang Trung Quốc đầu tiên (1168) đã mang đến cho Sư một ấn tượng về Thiền tông tại đây. Chuyến du học này kéo dài không lâu (7 tháng) và kết quả chỉ là những bài luận của Thiên Thai tông tại Trung Quốc mà Sư mang trở về quê nhà.
Chuyến du học thứ hai xảy ra gần hai mươi năm sau đó (1187) và chuyến đi này là mốc ngoặt quan trọng trong cuộc đời của Sư. Ban đầu, Sư có ý định đến tận Ấn Độ để thăm những thánh tích của đức Phật lịch sử Thích-ca Mâu-ni và sau khi đặt chân lên đất Trung Quốc, Sư liền xin phép đi từ đây sang Ấn Độ nhưng sự từ chối của chính quyền lúc bấy giờ buộc Sư phải ở lại. Đây chính là cơ hội để Sư tham vấn các vị Thiền sư Trung Quốc. Dưới sự hướng dẫn của Hư Am Hoài Sưởng - một vị Thiền sư thuộc đời thứ tám dòng Hoàng Long Huệ Nam tông Lâm Tế - Sư đạt yếu chỉ Thiền và được ấn khả. Sau bốn năm du học, Sư trở về Nhật, tuyên truyền giáo lý của Thiền tông tại đây. Trong thời gian sau (1198), Sư soạn bộ Hưng thiền hộ quốc luận (興禪護國論, ja. kōzen gokokuron) để xiển dương Thiền tông và để chống đối lại sự phản bác mạnh mẽ của các vị tăng thuộc Thiên Thai tông. Sư viết như sau trong Hưng thiền hộ quốc luận:
"Tổ Tối Trừng (zh. 最澄, ja. saichō) của Thiên Thai tông đã từng dạy Thiền; nếu Thiền tông chẳng có ý nghĩa gì thì Đại sư Tối Trừng cũng chẳng có ý nghĩa gì và nếu Đại sư Tối Trừng chẳng có ý nghĩa gì thì Thiên Thai tông cũng chẳng có ý nghĩa gì."
Sư không những là một Thiền sư lỗi lạc mà còn rành về cả y thuật, đặc biệt là cách dưỡng sinh bằng trà. Sư có viết Khiết trà dưỡng sinh ký (喫荼養生記, ja. kissa yōjōki), nói về tác dụng của trà và chính từ đây Trà đạo bắt đầu có tại Nhật. Tác phẩm khác của sư là Bồ-đề tâm luận khẩu quyết (zh. 菩提心論口訣, ja. bodaishinron kōketsu), Hưng thiền hộ quốc luận (zh. 興禪護 國論, ja. kōzengokoku ron), Xuất gia đại cương (zh. 出家大綱, ja. shukke daikō), còn thêm những luận giải về tông Thiên Thai và Mật giáo.
Trong những năm cuối đời, Sư hoằng hoá tại hai trung tâm Kinh Đô (京都; ja. kyōtō) và Liêm Thương (鎌倉, ja. kamakura). Sư tịch năm 1215, thọ 75 tuổi.